# Darzau
Darzau ist ein Ortsteil der Gemeinde Neu Darchau im Landkreis Lüchow-Dannenberg in Niedersachsen. Das Dorf liegt südlich des Kernbereichs von Neu Darchau an der Landesstraße L 231 und am Kateminer Mühlenbach, einem linken Nebenfluss der Elbe.

## Geschichte
Am 1. Juli 1972 wurde Darzau in die Gemeinde Neu Darchau eingegliedert.